# Луї-Філіпп Бельгійський
Луї-Філіпп Леопольд Віктор Ернест (фр. Louis Philippe Léopold Victor Ernest; 24 липня 1833, Лакен — 16 травня 1834, Лакен) — принц Бельгії; син короля Леопольда I від його шлюбу з Луїзою Марією Орлеанською. Протягом усього життя Луї-Філіпп був спадкоємцем бельгійського престолу.

## Біографія
Луї-Філіпп народився 24 липня 1833 року в Лакенському палаці. Принц був першою дитиною короля бельгійців Леопольда I, та його другої дружини Луїзи Марії Орлеанської. По батькові хлопчик був онуком герцога Саксен-Кобург-Заальфельдського Франца та Августи Рейсс-Еберсдорфської; по матері — короля французів Луї-Філіппа I та неаполітанської принцеси Марії Амалії.
Принц був охрещений у Соборі Святого Михаїла та Гудули Енгельбертом Стерксом, архієпископом Мехелена. Ім'я хлопчик отримав на честь свого діда по матері Луї-Філіппа I Орлеанського, свого батька та кузини Вікторії.
Луї-Філіпп помер у дев'ятимісячному віці в Лакені від запалення слизових оболонок. Похований у королівській усипальниці у Брюсселі. Принц не носив традиційний титул спадкоємця бельгійського престолу — герцог Брабантський, оскільки ця традиція виникла пізніше. Першим герцогом Брабантським став молодший брат Луї-Філіппа — Леопольд.